# Vala Moro
Vala Moro (* 1907; † nach 1924) war eine in Wien wirkende Tänzerin, Malerin und Grafikerin.

## Leben
Es ist weder ihr Geburtsort, noch das Datum ihres Todes bekannt.

## Werk
Malerei und Grafik
Ihr künstlerisches Werk, das überwiegend dem Art déco zuzuordnen ist, umfasst erotische, auch homoerotische, Aquarelle und Radierungen, die in den 1930er Jahren auch in den USA vertrieben wurden. Erwähnenswert ist das 1924 im Artur Wolf Verlag Wien erschienene Werk „Tanz“, das eine Serie von 10 kolorierten Lithografien enthält und in einer kleinen Auflage von 350 Stück erschien. Die 1933 aufgelöste Kunstsammlung der Katharina Wolf, Gräfin Attems, Palais Coburg, enthielt eine umfangreiche Sammlung von Werken Moros.
Tanz
1924 tanzte Moro im Wiener Konzerthaus mit Andrei Jerschik in einem umfangreichen Programm, darunter das Tanzdrama „Das brennende Mädchen“ zu Tschaikowskis 6. Sinfonie.